# Mariatou Jallow
Mariatou Jallow (* 12. Oktober 1954 in Bathurst, heute Banjul) ist Politikerin und Medizinerin in Gambia.

## Leben
Jallow studierte in Kumasi (Ghana) auf der University of Science and Technology, in Kenia auf der University of Nairobi und der University of Toronto. 
Um 2000 war sie Chief Executive Officer am Royal Victoria Teaching Hospital (RVTH, heute Edward Francis Small Teaching Hospital). Als im April 2000 mehrere Menschen mit Schussverletzungen durch Sicherheitskräfte der Regierung im Krankenhaus lagen, gab sie die Krankenakten nicht heraus, um eine Verlegung in andere Länder zu verhindern, wie sie 2019 vor der Truth, Reconciliation and Reparations Commission (TRRC) zugab. Ihr sei bewusst, dass dies illegal sei, doch habe sie angesichts möglicher Repressalien durch Präsident Yahya Jammeh so gehandelt.
Nachdem sie ab Februar 2006 im Department of State for Health & Social Welfare tätig gewesen war, wurde sie im November 2007 als Medizinische Leiterin des Royal Victoria Teaching Hospital (RVTH) als Nachfolgerin von Malick Njie ernannt. Ein Jahr später wurde sie von Präsident Yahya Jammeh am 25. November 2008 als Ministerin für Gesundheit und Soziales (Secretary of State for Health and Social Welfare) und Nachfolgerin von Malick Njie berufen.
Im Amt blieb sie bis Ende Oktober 2009 und wurde von Abubacarr Gaye abgelöst.
2020 gab sie vor der TRRC zu, am pseudowissenschaftlichen Presidential Alternative Treatment Program des früheren Präsidenten Jammeh mitgewirkt zu haben, mit dem Patienten von AIDS/HIV geheilt werden sollten. Sie habe Patienten öffentlich wider besseres Wissen als geheilt dargestellt. Tatsächlich habe sich die Gesundheit einiger Patienten während der Behandlung massiv verschlechtert.

## Ehrungen
Den Orden Officer (ORG) erhielt Jallow im Mai 2009.